# Die Prinzessin von Montpensier (Novelle)

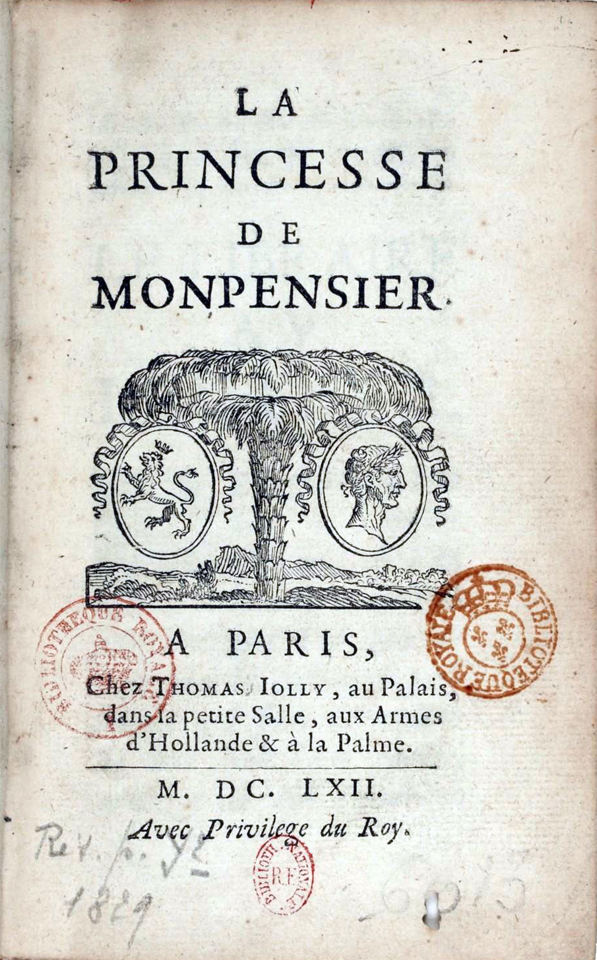
La princesse de Montpensier, 1662

Die Prinzessin von Montpensier ist eine Novelle von Madame de Lafayette, die 1662 anonym veröffentlicht worden ist.

## Inhalt
Die Novelle spielt in Frankreich gegen Ende der Religionskriege und endet nach der blutigen Bartholomäusnacht.

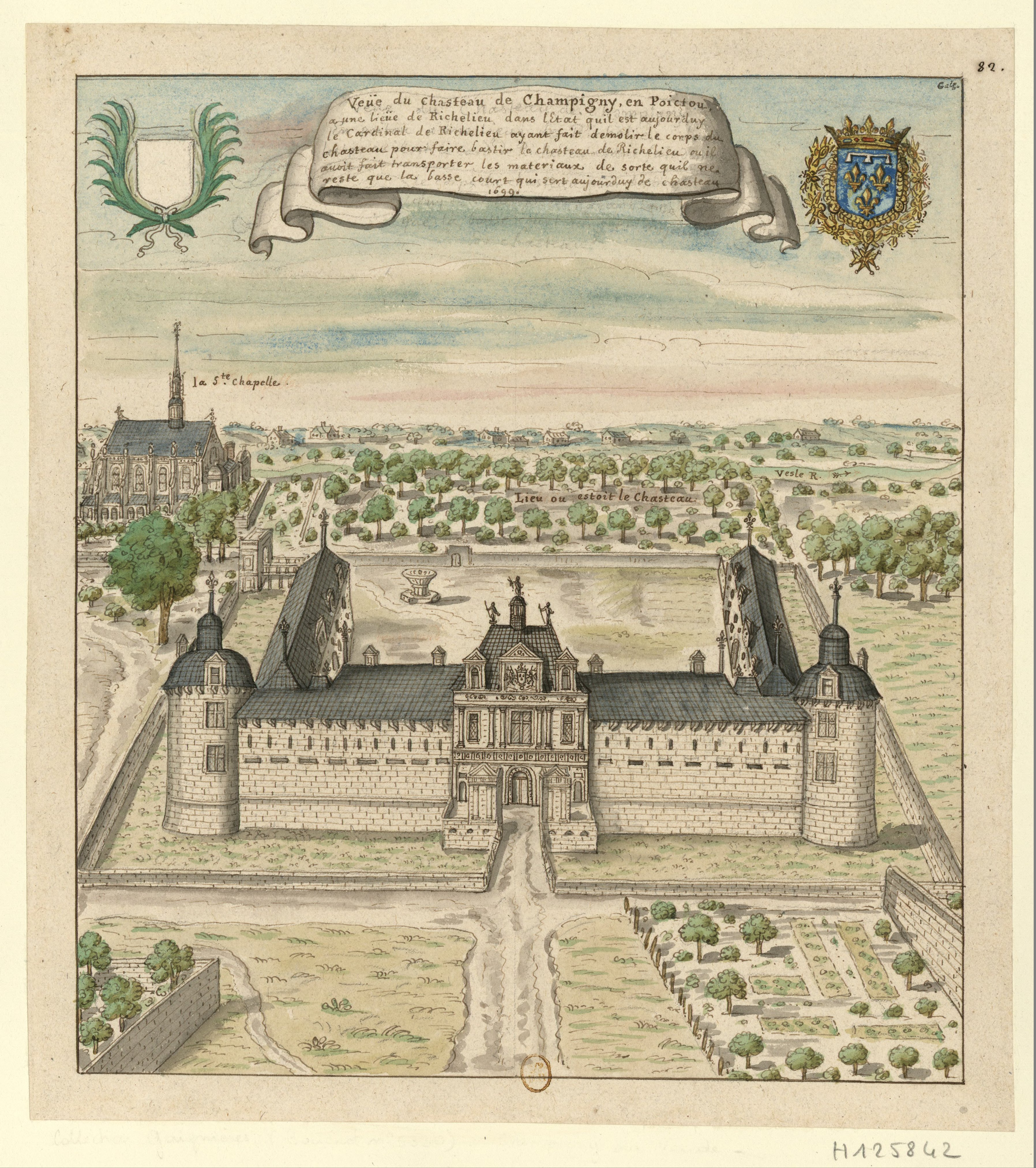
Schloss Champigny

Marie de Mézières, eine der reichsten Erbinnen Frankreichs, liebt den jungen Herzog von Guise, ist aber von ihren Eltern seinem jüngeren Bruder, dem Herzog von Maine, versprochen. Marie glaubt, dass auch Henri Guise sie liebt. Ihr Vater, der in der Adelshierarchie aufsteigen will, zwingt sie, den ihr unbekannten Herzog von Montpensier zu heiraten. Kurz nachdem die Ehe vollzogen ist, wird Montpensier von Karl IX. zu den Waffen gerufen. Im Land tobt ein blutiger Bürgerkrieg zwischen den katholischen Anhängern des Königs und den aufständischen Hugenotten. Unterwegs trifft Montpensier auf seinen alten Freund und Lehrer, den Grafen von Chabanes, der, des Gemetzels leid, von den königlichen Truppen desertiert und als berühmter Kämpfer gegen die Hugenotten nun von beiden Kriegsparteien verfolgt und mit dem Tod bedroht ist. Montpensier nimmt seinen alten Freund auf, schickt ihn zurück auf sein Schloss Champigny zum Schutz seiner jungen Frau. Er trägt ihm auf, sie zu unterrichten und sie auf ihr Erscheinen bei Hofe vorzubereiten. Chabanes verliebt sich in die junge Frau, wird aber, als er ihr nach langen inneren Kämpfen seine Liebe offenbart, kühl abgewiesen, indem sie auf die Unterschiede in Alter und Stand hinweist. Sie behandelt ihn aber weiterhin als Freund, dem sie ihr volles Vertrauen schenkt. Nach zweijähriger Abwesenheit kehrt Montpensier in sein Schloss zurück, muss aber, als der Krieg wieder ausbricht, nach Paris zurück. In seinem Gefolge ist der Graf von Chabanes, der sich inzwischen bei der Königin, Katharina von Medici, rehabilitieren konnte.
In den folgenden Kriegshandlungen zeichnen sich der Bruder des Königs, Heinrich III., Herzog von Anjou, und auch Guise als besonders mutig und erfolgreich aus.
Während einer vorübergehenden Beruhigung der Kampfhandlungen, bei denen Anjou seine Festungen inspiziert, trifft er durch Zufall, dem möglicherweise sein Begleiter, der Herzog von Guise, nachgeholfen hat, auf die Prinzessin von Montpensier. Man begleitet sie nach Hause und quartiert sich, zum Missvergnügen des Ehemanns, der den hohen Gast nicht abweisen kann, auf Montpensiers Schloss ein. Auch Anjou erliegt dem Charme und der Schönheit der jungen Prinzessin und beginnt sie im Beisein des Ehemanns offen zu hofieren.
Es ergibt sich diese spannungsgeladene Konstellation: die Prinzessin, eifersüchtig bewacht von ihrem Ehemann, der Herzog von Anjou, der sie offen umwirbt, der Herzog von Guise, dem die Prinzessin immer noch gefällt, der sie zu verführen versucht und wiedergeliebt wird, und schließlich der Graf von Chabanes, der die Prinzessin hingebungsvoll liebt und verehrt und der als einziger die Brisanz der Situation erkennt, da er von allen Beteiligten ins Vertrauen gezogen wird.
Seine Loyalität zur Prinzessin geht so weit, dass er ihr zu einem Treffen mit Guise verhilft. Als Montpensier unvermittelt in den Appartements der Prinzessin erscheint, ermöglicht er dem Herzog die Flucht, der ungeschoren davonkommt. Es hat den Anschein, als sei Chabanes der Liebhaber, der in das Zimmer seiner Frau eingedrungen ist. Der versucht sich zwar zu verteidigen, ohne dabei die Prinzessin zu verraten, und nur deren plötzliche Ohnmacht rettet ihn vor der blutigen Rache des Ehemanns. Chabanes ergreift die Flucht, irrt durch das vom Krieg verwüstete Frankreich, kämpft um sein Überleben und wird bei den Kämpfen nahe Paris getötet. Zufällig findet Montpensier die Leiche seines ehemaligen Freundes auf dem Schlachtfeld, und nach einem flüchtigen Gefühl der Trauer erfüllt ihn Freude, dass das Schicksal den „Verrat“ Chabanes’ gerächt hat.
Die Prinzessin wartet inzwischen vergeblich auf Briefe oder Nachrichten ihres Liebhabers, der eine neue, weniger schwierige Geliebte erobert hat. Sie verfällt in Traurigkeit, in kurzer Zeit hat sie die „Achtung ihres Mannes, das Herz ihres Geliebten und den treusten Freund verloren“ (S. 349), sie wird schwer krank und stirbt wenig später. Die Autorin zieht ihr Résumé aus der Geschichte der Prinzessin: „Sie starb [...] in der Blüte ihrer Jahre, eine der schönsten Prinzessinnen, die je gelebt haben und die sicherlich auch die glücklichste gewesen wäre, wenn Tugend und Klugheit ihren Wandel unerschütterlich gelenkt hätten.“ (S. 349.)

## Historischer Hintergrund
Hintergrund der Novelle sind die Wirren der Hugenottenkriege in Frankreich, die Heiratspolitik des französischen Adels und die Spannungen und offen oder verdeckt ausgetragenen Machtkämpfe zwischen den Akteuren am französischen Hof, vor allem zwischen den herrschenden Valois und den ehrgeizigen und immer noch einflussreichen aus Lothringen stammenden Guise.

### Personen
- Renée d’Anjou, geboren am 21. Oktober 1550, ist das historische Vorbild für die Hauptfigur der Marie de Montpensier. Sie war die einzige Tochter des Marquis de Mézières und war verlobt mit dem Herzog von Maine aus dem Haus Guise. Durch ihre aus politischen Gründen eingefädelte Heirat mit François de Bourbon, Herzog von Montpensier[3] wurde sie 1566 Princesse de Montpensier.

- François de Montpensier. François de Bourbon ist geboren um 1542 als Prince Dauphin (du Dauphiné d’Auvergne) und gestorben 1592. 1566 hat er die sechzehnjährige Renée d’Anjou, Marquise de Mézières geheiratet. Sie war die Tochter von Nicolas d’Anjou aus der illegitimen Linie des Hauses Valois-Anjou. Duc de Montpensier wurde er im Jahr 1582.

- Der Herzog von Guise. Henri de Guise, geboren 1550, wurde 1563 Herzog von Guise. Sein Plan, Margarete von Valois, die Schwester des Königs zu heiraten, wurde von deren Mutter Katharina von Medici hintertrieben. 1570 heiratete er Cathérine de Clèves, ein Patenkind  der Königinmutter.

Seinen Beinamen Le Balafré (der Narbige) verdankt er einer  Gesichtsverletzung, die ihm in der Schlacht bei Dormens im Jahr 1575 zugefügt wurde. In der Bartholomäusnacht kommandierte er die königlichen Truppen, die den Auftrag hatten, die führenden Köpfe der Protestanten, die der König angeblich in der Absicht Frieden zu schließen zu sich an den Hof gerufen hatte, zu ermorden.
- Der Herzog von  Anjou, Bruder König Karls IX., von 1573 bis 1574 als Henryk Walezy König von Polen-Litauen, künftiger König Henri III., verstarb 1589 im Alter von 38 Jahren. Bis zu seiner Volljährigkeit stand er unter der Regentschaft seiner Mutter, Katharina von Medici.

- Der Graf von Chabanes, Freund des Prince de Montpensier, ist keine historische Person.

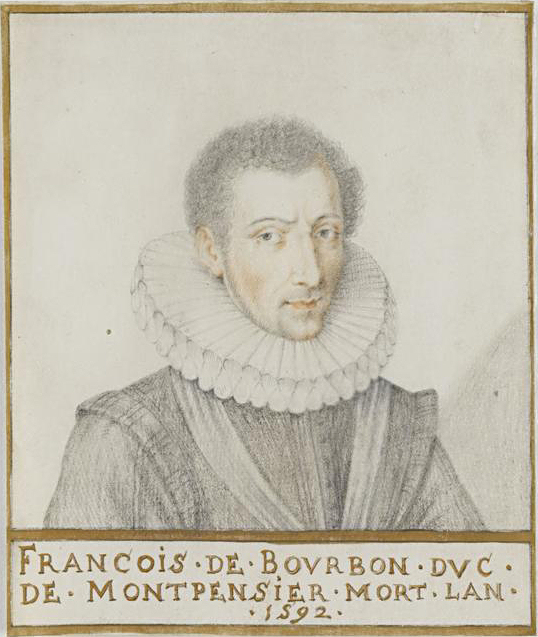
Prince de Montpensier
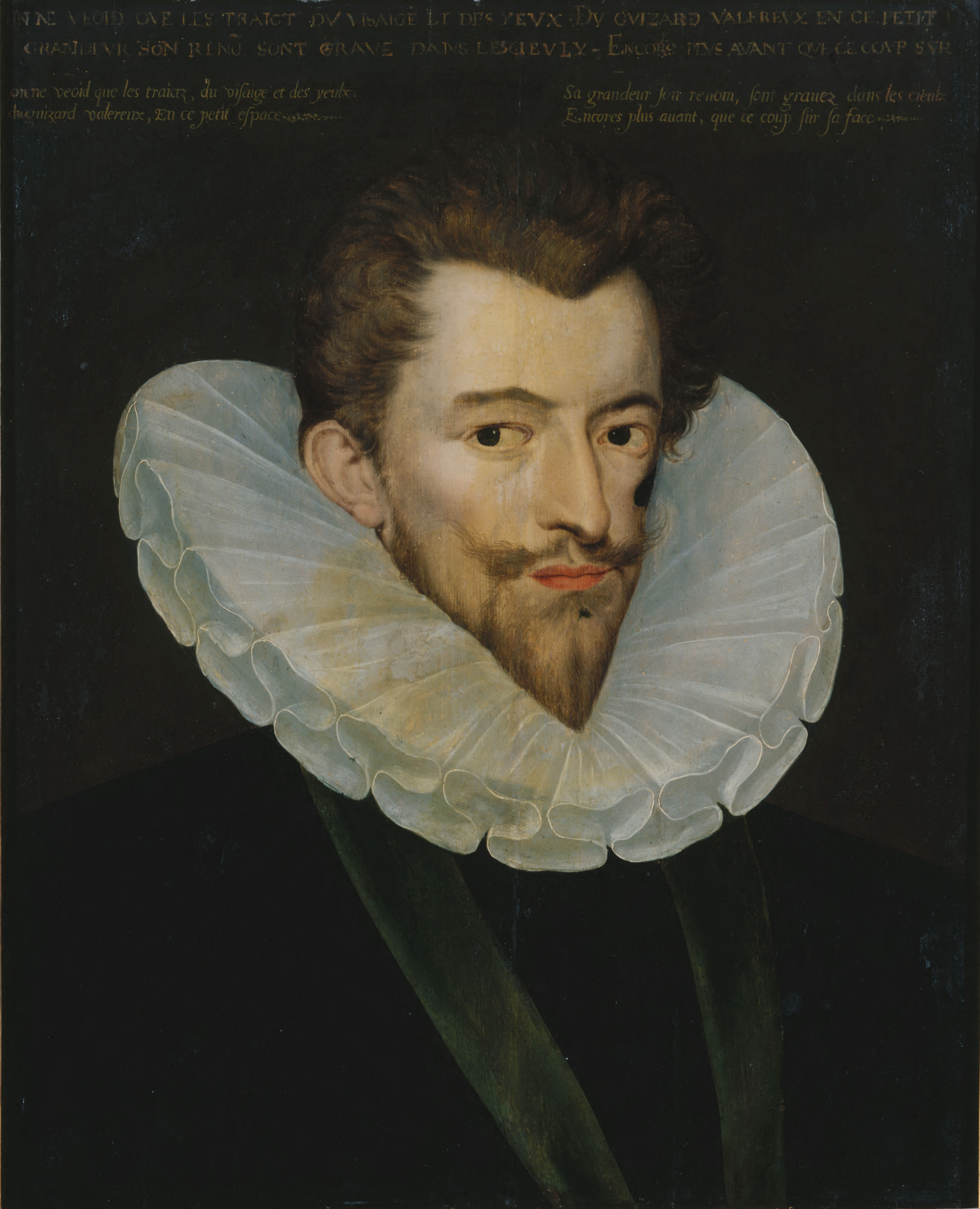
Henri de Guise
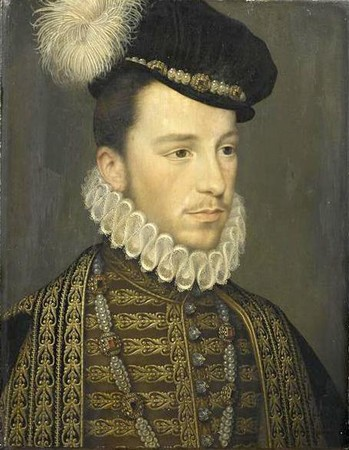
François, Herzog von Anjou

Die Autorin selbst war befreundet mit Henrietta Stuart, genannt Madame, Frau des Herzogs von Orléans, dem Bruder Ludwigs XIV., und sie genoss daher immer das Wohlwollen des Königs. Ihr Erstlingswerk spiegelt erst in Ansätzen die Atmosphäre und die Gedankenwelt der Gesellschaft, in der sich die Autorin in Paris bewegt hat.
Diese Gesellschaft hatte die Unterhaltung, die Konversation zu einer hohen Kunst entwickelt. Contenance, Haltung musste in jeder Situation bewahrt bleiben, Übertreibungen, alles Laute war zu vermeiden, vom Zuhörer wurde erwartet, dass er eine Andeutung, eine Geste, das Schwanken in der Stimme zu deuten wusste. „Die Leidenschaften sind sinnliche Wallungen, die wie alles Natürliche, vom Geist beherrscht werden müssen“ (S. 363).
Die großen Themen der französischen Klassik, der Konflikt zwischen Vernunft und Leidenschaft, zwischen Pflicht und Neigung, die auch zu zentralen Themen ihres berühmtesten Romans Die Prinzessin von Clèves werden, deuten sich in dieser Novelle erst an.
Die Novelle läuft in schnellem Tempo ab und steuert geradewegs auf die Katastrophe zu. Die Konzentration auf das innere Geschehen der Akteure, die erst die Möglichkeiten einer psychologischen Analyse, wie sie Racine und Corneille in ihren Dramen darstellen, und die sie selbst in der „Prinzessin von Clèves“ perfektioniert hat, zeigt sich hier allein in der Figur des Grafen von Chabanes.

## Verfilmung
2010 hat Bertrand Tavernier die Novelle unter dem gleichen Titel mit Mélanie Thierry, Lambert Wilson, Grégoire Leprince-Ringuet und Raphaël Personnaz in den Hauptrollen verfilmt. Der Film wurde mit einem César für die besten Kostüme ausgezeichnet.

## Ausgaben
- La princesse de Clèves suivi de la princesse de Montpensier. Paris, Flammarion 2010. ISBN 2-08-124820-4
- Die Prinzessin von Cleve. Die Prinzessin von Montpensier. Übers. von Hans Broemser u. Gerda von Uslar.  Mit e. Essay u. einer Bibliographie von Jürgen v. Stackelberg. Reinbek b. Hamburg, Rowohlt 1958. (Rowohlts Klassiker. 28.)
- Die Prinzessin von Clèves und Die Prinzessin von Montpensier. Übers. Von Ferdinand Hardekopf. Nachw. von E. Merian-Genast. Zürich, Manesse-Verl. 1957.